# Scoot
Get Outta Here! Scoot!
Scoot est une compagnie aérienne à bas prix (low cost) singapourienne basée à l'aéroport de Singapour-Changi. Sa compagnie mère est Singapore Airlines.

## Histoire
En mai 2011, Singapore Airlines annonce son intention de créer une filiale à bas prix pour assurer des vols moyens et longs courriers avec des prix jusqu'à 40 % moins chers que ceux du marché. Le 1er novembre 2011, le nom "Scoot" est révélé et le site internet est officiellement lancé, la première destination étant révélée un mois plus tard : Sydney.
En mai 2012, elle reçoit son premier avion avec la livrée jaune et blanche, un Boeing 777-200ER de Singapore Airlines dont les réacteurs sont modifiés. Comme les quatre autres promis par la maison-mère, il est configuré avec 32 sièges en Premium ScootBiz et 370 en Économie. Le code IATA de Scoot OQ est abandonné au profit de TZ.
Le 4 juin 2012, Scoot effectue son vol inaugural à destination de Sydney, avant de s’envoler vers Gold Coast le mois suivant. Tokyo et Taipei suivent, avant les premiers vols vers la Chine.
En octobre, Singapore Airlines annonce qu’elle transfèrera les vingt Boeing 787 Dreamliner déjà commandés à Scoot, afin de faciliter son expansion
. En janvier 2013, Scoot annonce l’arrivée d’un cinquième 777 dans sa flotte au deuxième trimestre, et dévoile une offre de télévision en streaming sur iPad.
Le 29 mai 2013, Scoot fête son millionième passager, quelques jours avant de fêter son premier anniversaire.

## Destinations

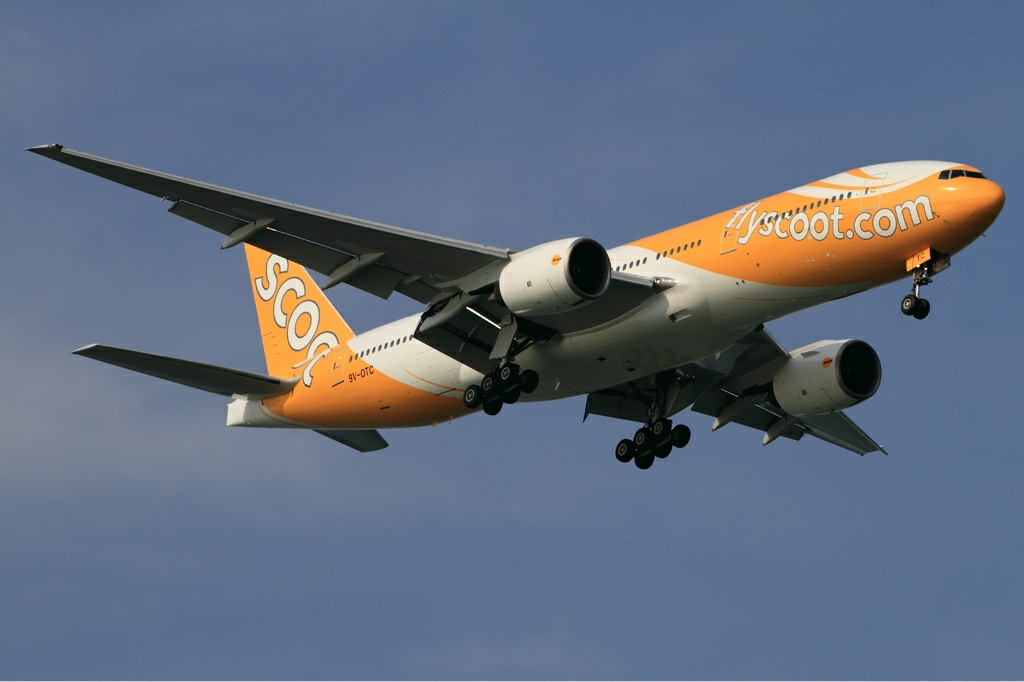
Un Boeing 777-200ER de Scoot atterrit à Singapour le 28 mai 2012.

Scoot dessert diverses destinations dont Athènes, Aéroport international d'Athènes Elefthérios-Vénizélos (à partir du 20 juin 2017).
Scoot a également signé des partenariats avec Singapore Airlines, Silk Air et Tiger Airways, qui lui permettent de proposer plus de 35 destinations supplémentaires dans la région.

## Flotte

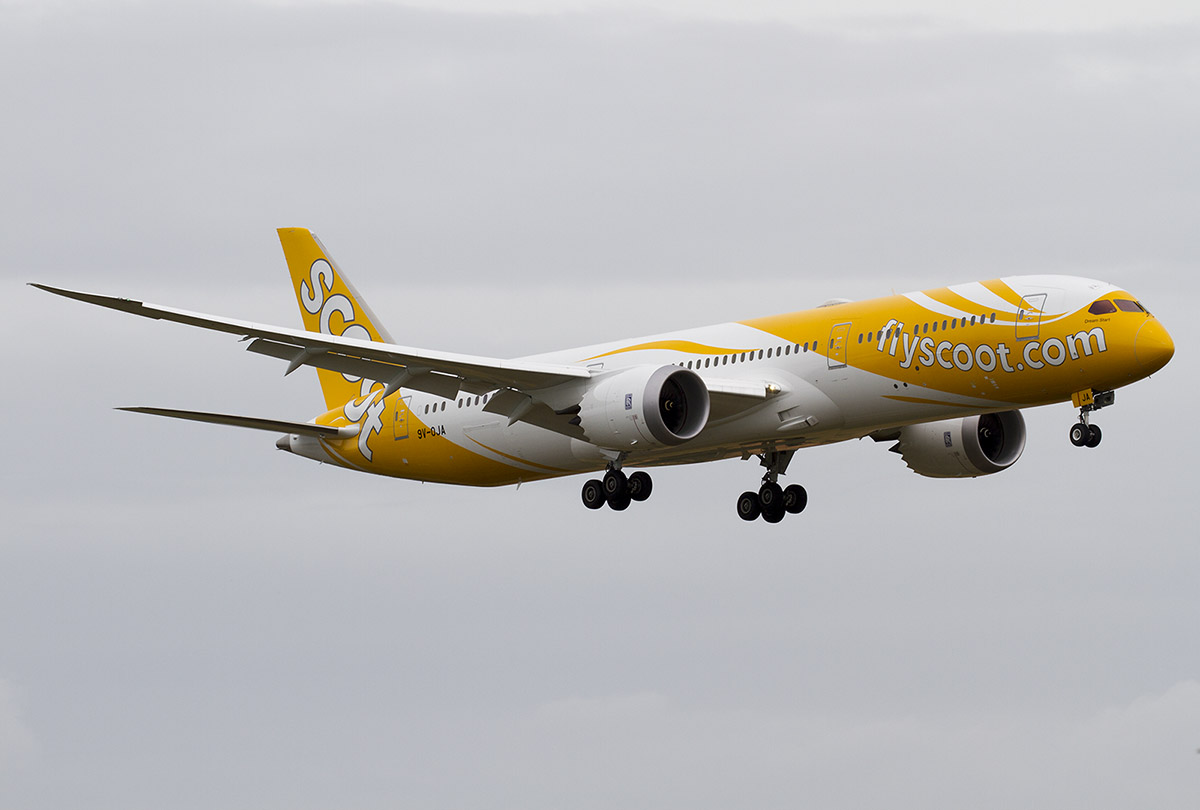
Boeing 787-9 Dreamliner de Scoot

En avril 2025, Scoot exploite les appareils suivants :